# Archiborborus chaetosus
Archiborborus chaetosus är en tvåvingeart som beskrevs av Richards 1961. Archiborborus chaetosus ingår i släktet Archiborborus och familjen hoppflugor. Inga underarter finns listade i Catalogue of Life.